# Górzyca Reska
Górzyca Reska – przystanek kolejowy w północno-zachodniej Polsce, w województwie zachodniopomorskim, w Górzycy. Dzięki przeprowadzonemu od kwietnia do początku czerwca 2019 roku remoncie peronu, przystanek jest ponownie czynny od 9 czerwca 2019 roku.

## Ruch pasażerski
| Rok  | Wymiana pasażerska na dobę |
| ---- | -------------------------- |
| 2017 | –                          |
| 2022 | 10-19                      |